# Blue Cross Shield Tower
Blue Cross Shield Tower (auch Blue Cross - Blue Shield Tower) ist ein Wolkenkratzer in der US-amerikanischen Großstadt Chicago. Das Gebäude beherbergt die Health Care Service Corporation, den größten Lizenznehmer des Blue Cross Blue Shield-Namens in den Vereinigten Staaten.

## Beschreibung
1997 wurde bereits ein 174 Meter hoher Teil mit 37 Etagen des Gebäudes fertiggestellt, Ende 2007 begann man weitere Stockwerke zu errichten, die endgültige Höhe von 227 Metern wurde 2009 erreicht. Die vollständige Fertigstellung war im Februar 2010. Das Gebäude verfügt über 54 Stockwerke, die nur für Büros genutzt werden sollen. Unweit des Blue Cross Shield Towers befindet sich das 1973 errichtete Aon Center, das mit 346 Metern deutlich höher ist. Die Fassade wurde vollständig mit Glas verkleidet. Die tragenden Elemente des Gebäudes bestehen aus Stahl mit Ausnahme des Gebäudekerns, welcher aus Stahlbeton besteht. Im Gebäudekern sind Aufzüge, Leitungen und Versorgungsschächte untergebracht, sowie Treppenhäuser.

## Galerie

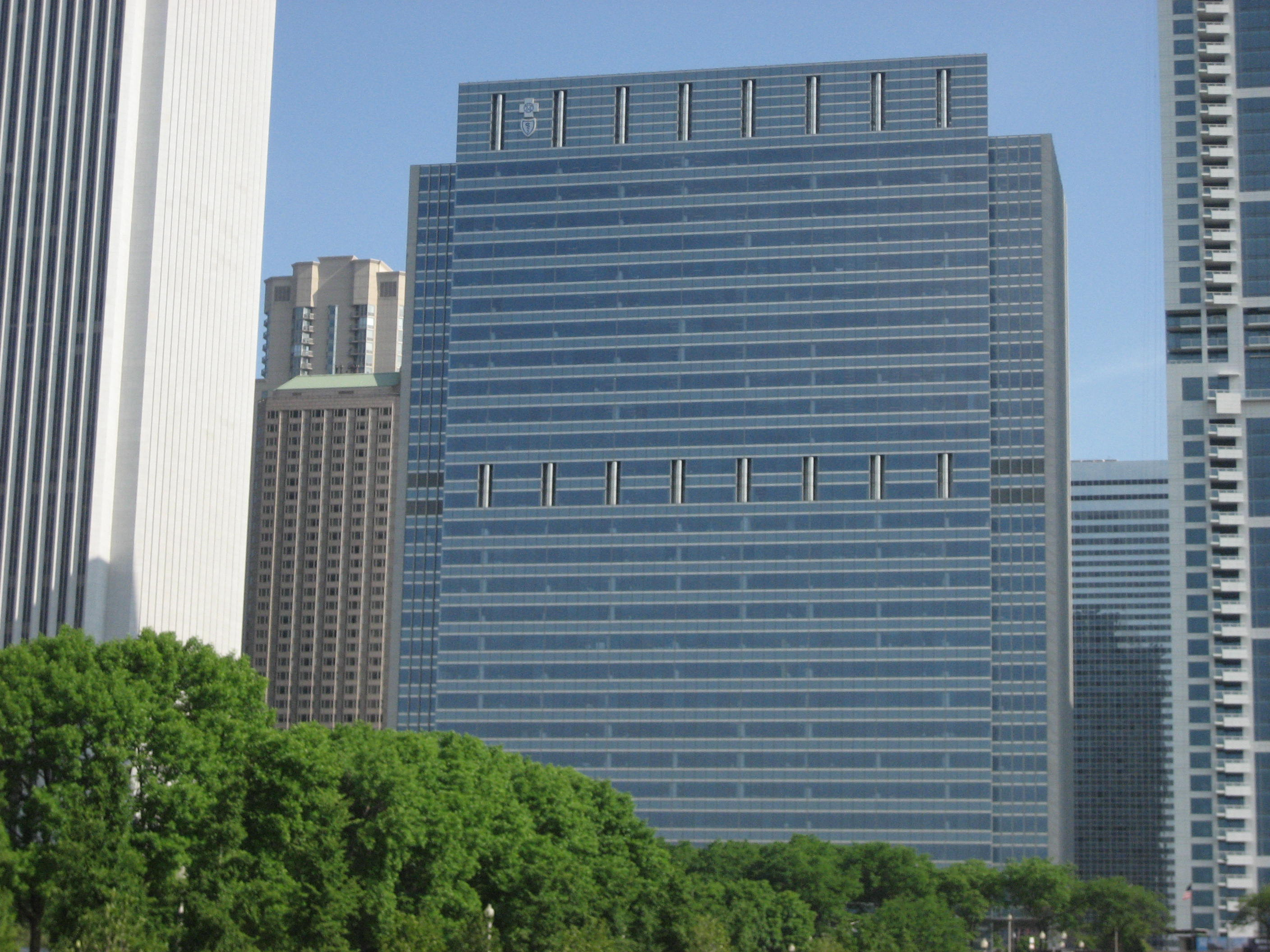
Der ursprüngliche Bau, Juni 2006
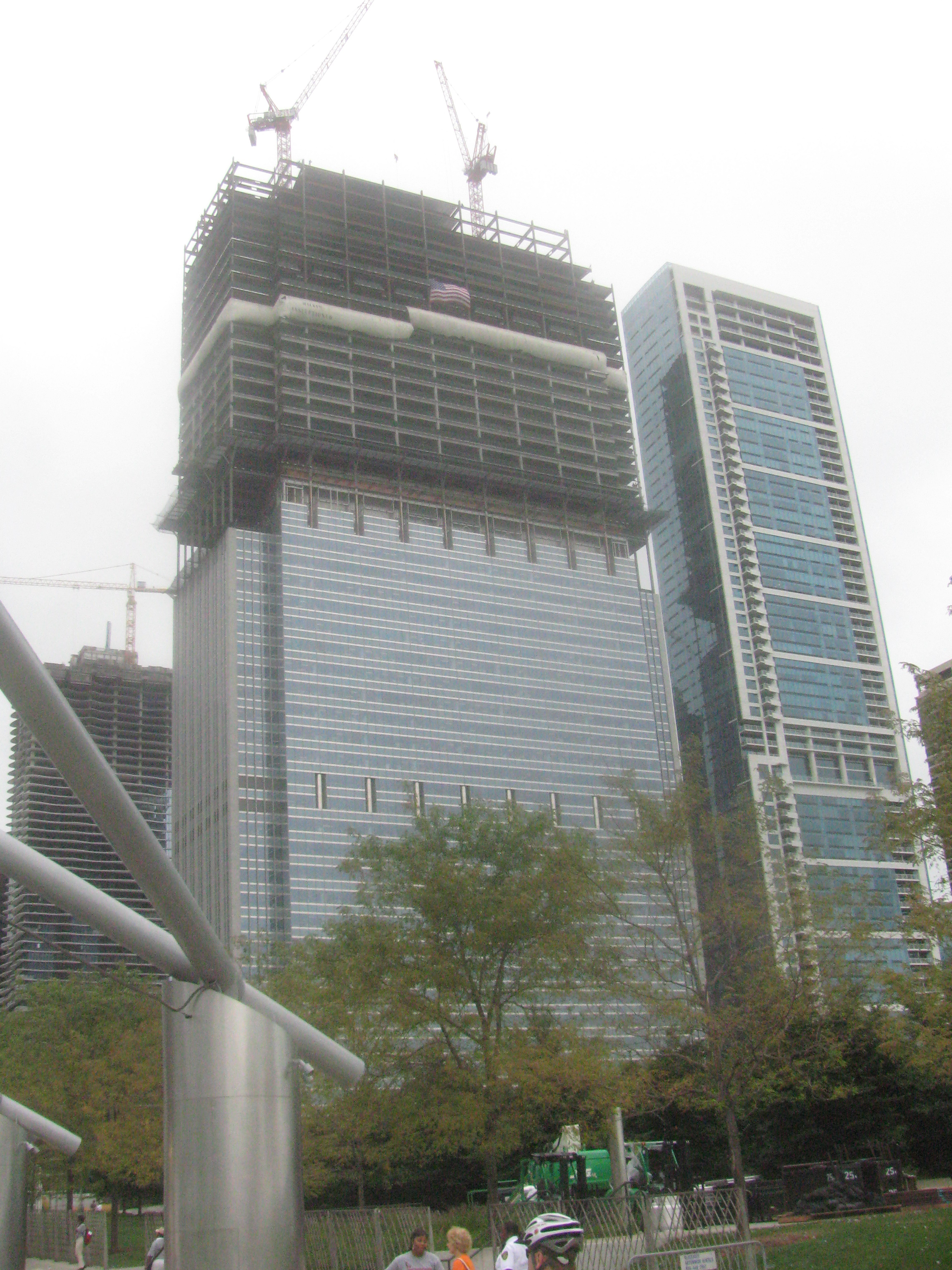
Das Gebäude während der Aufstockung, September 2008
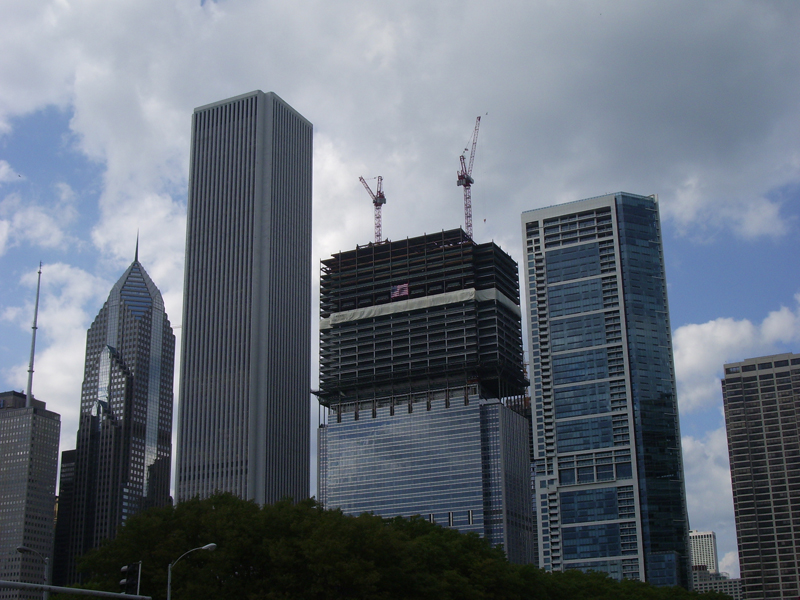
Das Gebäude im Bau, 2008. Links daneben das Aon Center, der Two Prudential Plaza und ganz links ein Teil des One Prudential Plaza
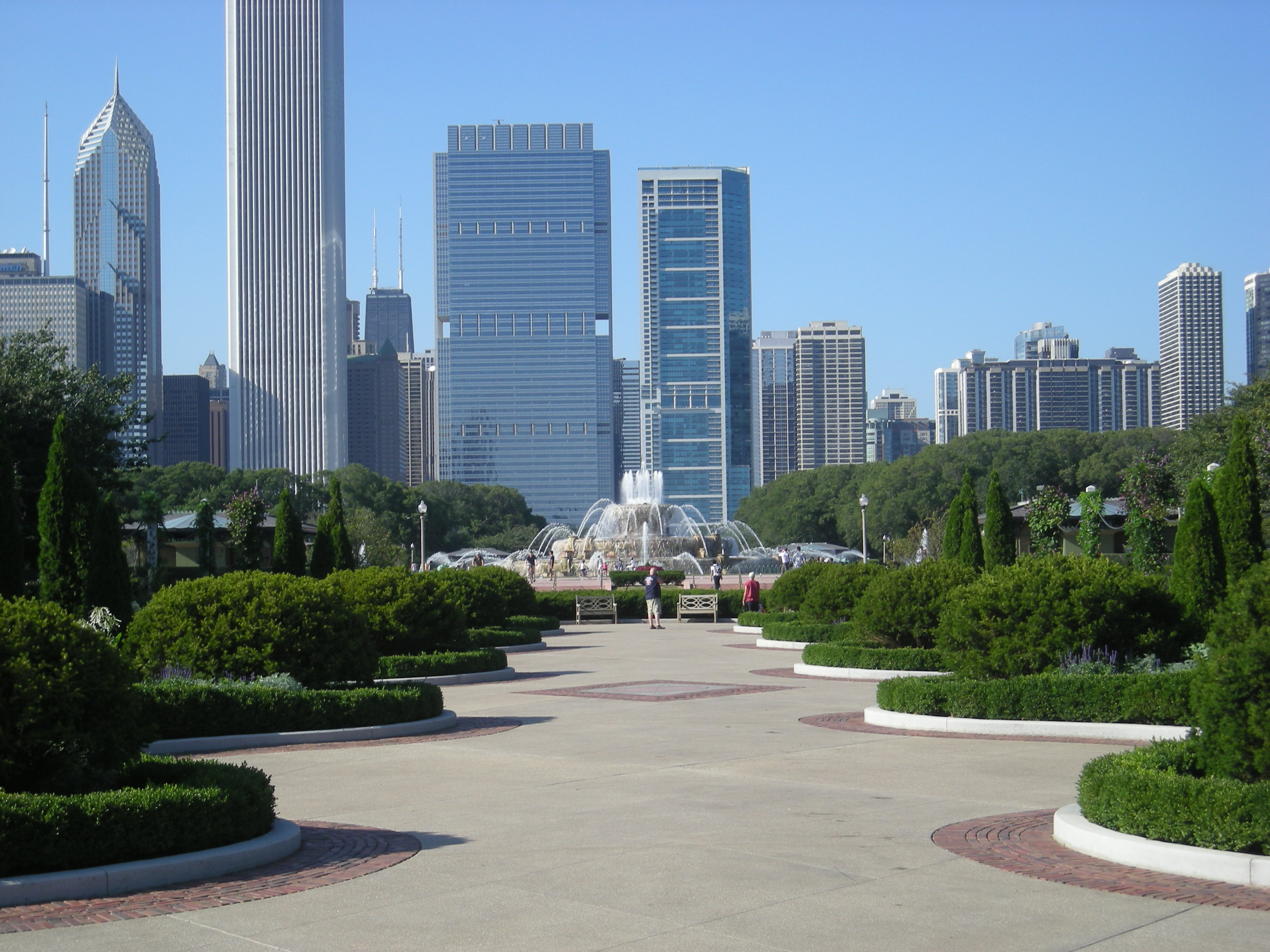
Buckingham-Brunnen mit dem Blue Cross Shield Tower im Hintergrund, August 2010